# Санович, Игорь Григорьевич
И́горь Григо́рьевич Сано́вич (4 ноября 1923, Москва — 24 марта 2010, там же) — советский и российский востоковед, специалист по Ирану (Персии), коллекционер русского авангарда и другого изобразительного искусства.

## Биография
Родился в Москве в семье военного, отец был арестован в 1938 году по 58-й статье.
Был призван, согласно документам на сайте «Подвиг народа», весной 1944 года, как рядовой (по другим источникам, призван в октябре 1941 года). В 1945 году в составе группы прорыва трижды брал Берлин. Место службы: 37 механизированная бригада, награды: Орден Красной Звезды (05.05.1945), Орден Красной Звезды (27.05.1945), медаль «За взятие Берлина» (09.06.1945), медаль «За освобождение Варшавы» (09.06.1945), медаль «За победу над Германией в Великой Отечественной войне 1941—1945 гг.» (09.05.1945), Орден Отечественной войны II степени. Войну закончил в звании капитана в 1947 году.
После войны окончил Московский институт востоковедения, с отличием по специальности «Персидский язык со знанием английского» (1952). Однако, как сыну репрессированного, ему не удалось поступить в аспирантуру. Санович работал сначала преподавателем истории в школе рабочей молодежи, водил экскурсии по Московскому Кремлю и подмосковным усадьбам, а с 1958-го и до пенсии был научным сотрудником в Институте востоковедения Академии наук.
Похоронен с женой Ольгой Михайловной Транцевской (концертмейстером) на Даниловском кладбище, участок 10.
Также был в браке с Анной Иосифовной Блиновой (Гудзенко) (1926—2007), чей отдельный портрет писали Владимир Вейсберг и Артур Фонвизин. Блинова — историк и писатель, автор книг «Клара Лучко» (1991), «Нина Ургант» (2002), «Экран и Владимир Высоцкий» (1993), 25 лет проработала редактором во ВГИКе.
Оставил воспоминания о Коктебеле — о М. Н. Изергиной.

### Коллекция
Интересоваться искусством Санович начал ещё в юном возрасте.
Его называли великим собирателем из плеяды «старых коллекционеров», «легендой отечественного коллекционирования». «Он был одним из последних „идейных“ собирателей, руководствовавшийся исключительно интуицией и собственным чутьем, и никогда — коммерческой стороной вопроса», гласит его некролог. Журнал «Наше Наследие» пишет: «За пятьдесят лет коллекционирования И. Г. Санович собрал частный музей мировой художественной культуры».
«Он составил феноменальную коллекцию, вернее собрание коллекций: русских икон и западноевропейских примитивов, живописи и графики всех времен и народов, персидской, западноевропейской и древнерусской миниатюры, фарфора, бисера. А также: иудаики, китайской и персидской мелкой пластики, японских гравюр и нэцкэ, найденных на раскопках скифских, аланских, греческих поселений предметов… (…) В небольшой квартире на юго-западе Москвы, находились „клеенки“ Нико Пиросмани, полотна Роберта Фалька, Михаила Ларионова и Павла Кузнецова, натюрморты Владимира Вейсберга, Владимира Яковлева и Дмитрия Краснопевцева, сиенская Мадонна XIII века, массивная осетинская цепь от очага, фарфоровые статуэтки Натальи Данько и тарелки советского агитфарфора, ампирная мебель, редчайшие предметы китайского и французского фарфора, скифское золото, виртуозные японские костяные фигурки-амулеты нэцкэ и изделия фирмы Фаберже, а также офорты Дюрера, редкие книги и ещё огромное количество интереснейших предметов», вспоминал о нём Александр Кроник. «Его коллекция была абсолютной „вкусовщиной“, а небольшая двухкомнатная квартира, наполненная „слоями“ искусства, выглядела настоящей инсталляцией. Никто из побывавших в гостях у Игоря Сановича уже никогда не мог забыть этой квартиры, где картины висели даже в туалете», пишет Татьяна Маркина.
В 2014 году ГМИИ, Отдел личных коллекций, провел выставку, посвященную собирателям — «Квартира-музей». Для выставки были отобраны пять московских собраний, включая коллекцию Сановича, где ему было посвящено три зала.

### В искусстве
- Владимир Вейсберг. «Портрет Игоря Сановича и Анны Блиновой», 1962 (частная коллекция)
- Документальный фильм «Эскиз к портрету Игоря Сановича» (2008, Грузия). Режиссёр Александр Рехвиашвили. 100 мин